# Плоскость

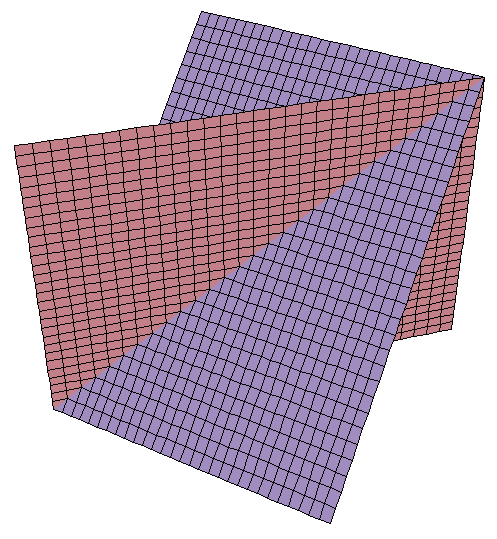
Две пересекающиеся плоскости

Пло́скость — одно из фундаментальных понятий в  геометрии. При систематическом изложении геометрии понятие плоскости обычно принимается за одно из исходных понятий, которое лишь косвенным образом определяется аксиомами геометрии. В тесной связи с плоскостью принято рассматривать принадлежащие ей точки и прямые; они также, как правило, вводятся как неопределяемые понятия, свойства которых задаются аксиоматически.

## Некоторые характеристические свойства плоскости
- Плоскость — бесконечно большая поверхность, содержащая полностью каждую прямую, соединяющую любые её точки;
- Две различные плоскости либо являются параллельными, либо пересекаются по прямой.
- Прямая либо параллельна плоскости, либо пересекает её в одной точке, либо содержится в плоскости.
- Две прямые, перпендикулярные одной и той же плоскости, параллельны друг другу.
- Две плоскости, перпендикулярные одной и той же прямой, параллельны друг другу.

Плоскость и два её нормальных вектора: n_{1} и n_{2}

## Уравнения плоскости
Впервые встречается у А. К. Клеро (1731).
Уравнение плоскости в отрезках, по-видимому, впервые встречается у Г. Ламе (1816—1818).
Нормальное уравнение ввёл Л. О. Гессе (1861).
Плоскость — алгебраическая поверхность первого порядка: в декартовой системе координат плоскость может быть задана уравнением первой степени.
- Общее уравнение (полное) плоскости

{\displaystyle Ax+By+Cz+D=0\qquad (1)}
где {\displaystyle A,B,C} и {\displaystyle D} — постоянные, причём {\displaystyle A,B} и {\displaystyle C} одновременно не равны нулю; в векторной форме:
{\displaystyle (\mathbf {r} ,\mathbf {N} )+D=0}
где {\displaystyle \mathbf {r} } — радиус-вектор точки {\displaystyle M(x,y,z)}, вектор {\displaystyle \mathbf {N} =(A,B,C)} перпендикулярен к плоскости (нормальный вектор). Направляющие косинусы вектора {\displaystyle \mathbf {N} }:
{\displaystyle \cos \alpha ={\frac {A}{\sqrt {A^{2}+B^{2}+C^{2}}}},}
{\displaystyle \cos \beta ={\frac {B}{\sqrt {A^{2}+B^{2}+C^{2}}}},}
{\displaystyle \cos \gamma ={\frac {C}{\sqrt {A^{2}+B^{2}+C^{2}}}}.}
Если один из коэффициентов в уравнении плоскости равен нулю, уравнение называется неполным. При {\displaystyle D=0} плоскость проходит через начало координат, при {\displaystyle A=0} (или {\displaystyle B=0}, {\displaystyle C=0}) плоскость параллельна оси {\displaystyle Ox} (соответственно {\displaystyle Oy} или {\displaystyle Oz}). При {\displaystyle A=B=0} ({\displaystyle A=C=0}, или {\displaystyle B=C=0}) плоскость параллельна плоскости {\displaystyle Oxy} (соответственно {\displaystyle Oxz} или {\displaystyle Oyz}).
- Уравнение плоскости в отрезках:

{\displaystyle {\frac {x}{a}}+{\frac {y}{b}}+{\frac {z}{c}}=1,}
где {\displaystyle a=-D/A}, {\displaystyle b=-D/B}, {\displaystyle c=-D/C} — отрезки, отсекаемые плоскостью на осях {\displaystyle Ox,Oy} и {\displaystyle Oz}.
- Уравнение плоскости, проходящей через точку {\displaystyle M(x_{0},y_{0},z_{0})} ,перпендикулярной вектору нормали {\displaystyle \mathbf {N} (A,B,C)}:

{\displaystyle A(x-x_{0})+B(y-y_{0})+C(z-z_{0})=0;}
в векторной форме:
{\displaystyle ((\mathbf {r} -\mathbf {r_{0}} ),\mathbf {N} )=0.}
- Уравнение плоскости, проходящей через три заданные точки {\displaystyle M(x_{i},y_{i},z_{i})}, не лежащие на одной прямой:

{\displaystyle ((\mathbf {r} -\mathbf {r_{1}} ),(\mathbf {r_{2}} -\mathbf {r_{1}} ),(\mathbf {r_{3}} -\mathbf {r_{1}} ))=0}
(смешанное произведение векторов), иначе
{\displaystyle \left|{\begin{matrix}x-x_{1}&y-y_{1}&z-z_{1}\\x_{2}-x_{1}&y_{2}-y_{1}&z_{2}-z_{1}\\x_{3}-x_{1}&y_{3}-y_{1}&z_{3}-z_{1}\\\end{matrix}}\right|=0.}
- Нормальное (нормированное) уравнение плоскости

{\displaystyle x\cos \alpha +y\cos \beta +z\cos \gamma -p=0\qquad (2)}
в векторной форме:
{\displaystyle (\mathbf {r} ,\mathbf {N^{0}} )\mathbf {-p} =0,}
где {\displaystyle \mathbf {N^{0}} }- единичный вектор, {\displaystyle p} — расстояние П. от начала координат. Уравнение (2) может быть получено из уравнения (1) умножением на нормирующий множитель
{\displaystyle \mu =\pm {\frac {1}{\sqrt {A^{2}+B^{2}+C^{2}}}}}
(знаки {\displaystyle \mu } и {\displaystyle D} противоположны).

## Определение по точке и вектору нормали
В трёхмерном пространстве одним из важнейших способов определения плоскости является указание точки на плоскости и вектора нормали к ней.
Допустим, {\displaystyle r_{0}} является радиусом-вектором точки {\displaystyle P_{0}}, заданной на плоскости, и допустим, что n — это ненулевой вектор, перпендикулярный к плоскости (нормаль). Идея состоит в том, что точка {\displaystyle P} с радиусом-вектором r находится на плоскости тогда и только тогда, когда вектор, проведённый от {\displaystyle P_{0}} к {\displaystyle P}, перпендикулярен n.
Вернёмся к тому, что два вектора являются перпендикулярными тогда и только тогда, когда их скалярное произведение равно нулю. Отсюда следует, что нужная нам плоскость может быть выражена как множество всех точек r таких, что:
{\displaystyle \mathbf {n} \cdot (\mathbf {r} -\mathbf {r} _{0})=0.} (Здесь точка означает скалярное произведение, а не умножение.)
Развернув выражение, мы получим:
{\displaystyle n_{x}(x-x_{0})+n_{y}(y-y_{0})+n_{z}(z-z_{0})=0,}
что является знакомым нам уравнением плоскости.
Например:
Дано: точка на плоскости {\displaystyle P(2,6,-3)} и вектор нормали {\displaystyle N(9,5,2)}.
Уравнение плоскости записывается так:
{\displaystyle 9(x-2)+5(y-6)+2(z+3)=0}
{\displaystyle -18+9x-30+5y+6+2z=0}
{\displaystyle 9x+5y+2z-42=0}

## Расстояние от точки до плоскости
Расстояние от точки до плоскости — это наименьшее из расстояний между этой точкой и точками плоскости. Известно, что расстояние от точки до плоскости равно длине перпендикуляра, опущенного из этой точки на плоскость.
- Отклонение точки {\displaystyle M_{1}(x_{1},y_{1},z_{1})} от плоскости заданной нормированным уравнением {\displaystyle (2)}

{\displaystyle \delta >0},если {\displaystyle M_{1}} и начало координат лежат по разные стороны плоскости, в противоположном случае {\displaystyle \delta <0}. Расстояние от точки до плоскости равно {\displaystyle |\delta |.}
- Расстояние {\displaystyle \rho } от точки {\displaystyle M_{0}(x_{0},y_{0},z_{0})}, до плоскости, заданной уравнением {\displaystyle ax+by+cz+d=0}, вычисляется по формуле:

## Расстояние между параллельными плоскостями
- Расстояние между плоскостями, заданными уравнениями {\displaystyle Ax+By+Cz+D_{1}=0} и {\displaystyle Ax+By+Cz+D_{2}=0}:

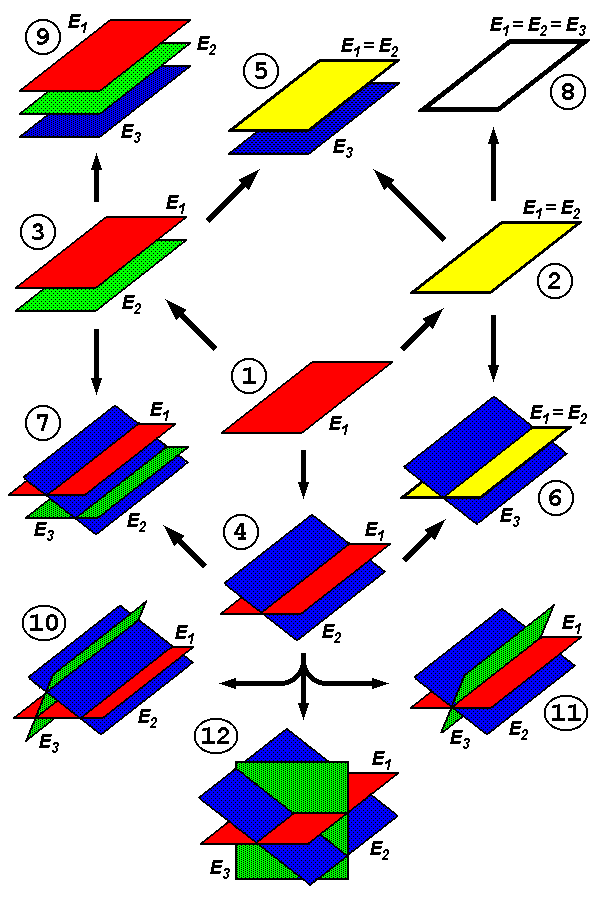
Типы взаимного расположения трёх или менее плоскостей. В частности, 4 тип — пересечение двух плоскостей, 11 тип — плоскость E_{3} проходит через линию пересечения плоскостей E_{1} и E_{2}, 12 тип — пересечение трёх плоскостей в точке

- Расстояние между плоскостями, заданными уравнениями {\displaystyle {\bar {n}}({\bar {r}}-{\bar {r_{1}}})=0} и {\displaystyle {\bar {n}}({\bar {r}}-{\bar {r_{2}}})=0}:

## Связанные понятия
- Угол между двумя плоскостями. Если уравнения П. заданы в виде (1), то

{\displaystyle \cos \varphi ={\frac {A_{1}A_{2}+B_{1}B_{2}+C_{1}C_{2}}{\sqrt {(A_{1}^{2}+B_{1}^{2}+C_{1}^{2})(A_{2}^{2}+B_{2}^{2}+C_{2}^{2})}}};}
Если в векторной форме, то
{\displaystyle \cos \varphi ={\frac {(\mathbf {N_{1}} ,\mathbf {N_{2}} )}{|\mathbf {N_{1}} ||\mathbf {N_{2}} |}}.}
- Плоскости параллельны, если

{\displaystyle {\frac {A_{1}}{A_{2}}}={\frac {B_{1}}{B_{2}}}={\frac {C_{1}}{C_{2}}}} или {\displaystyle [\mathbf {N_{1}} ,\mathbf {N_{2}} ]=0.} (Векторное произведение)
- Плоскости перпендикулярны, если

{\displaystyle A_{1}A_{2}+B_{1}B_{2}+C_{1}C_{2}=0} или {\displaystyle (\mathbf {N_{1}} ,\mathbf {N_{2}} )=0}. (Скалярное произведение)
- Пучок плоскостей — все плоскости, проходящие через линию пересечения двух плоскостей. Уравнение пучка плоскостей, то есть любой плоскости, проходящей через линию пересечения двух плоскостей, имеет вид[2]:222:

{\displaystyle \alpha (A_{1}x+B_{1}y+C_{1}z+D_{1})+\beta (A_{2}x+B_{2}y+C_{2}z+D_{2})=0,}
где {\displaystyle \alpha } и {\displaystyle \beta } — любые числа, не равные одновременно нулю. Уравнение самой этой линии можно найти из уравнения пучка, подставляя α=1, β=0 и α=0, β=1.
- Связка плоскостей — все плоскости, проходящие через точку пересечения трёх плоскостей[2]:224. Уравнение связки плоскостей, то есть любой плоскости, проходящей через точку пересечения трёх плоскостей, имеет вид:

{\displaystyle \alpha (A_{1}x+B_{1}y+C_{1}z+D_{1})+\beta (A_{2}x+B_{2}y+C_{2}z+D_{2})+\gamma (A_{3}x+B_{3}y+C_{3}z+D_{3})=0,}
где {\displaystyle \alpha }, {\displaystyle \beta } и {\displaystyle \gamma } — любые числа, не равные одновременно нулю. Саму эту точку можно найти из уравнения связки, подставляя α=1, β=0, γ=0; α=0, β=1, γ=0 и α=0, β=0, γ=1 и решая получившуюся систему уравнений.

## Вариации и обобщения

### Плоскости в неевклидовом пространстве
Метрика плоскости не обязана быть евклидовой. В зависимости от введенных отношений инцидентности точек и прямых, различают проективные, аффинные, гиперболические и эллиптические плоскости.

### Многомерные плоскости
Пусть дано n-мерное аффинное-конечномерное пространство {\displaystyle K^{n}(V,P)}, над полем действительных чисел. В нём выбрана прямоугольная система координат {\displaystyle O,{\vec {e_{1}}},...,{\vec {e_{n}}}}. m-плоскостью называется множество точек {\displaystyle \alpha }, радиус векторы которых удовлетворяют следующему соотношению {\displaystyle \alpha =\{x\mid x=A_{nm}{\vec {t_{m}}}+{\vec {d}}\}.} {\displaystyle A_{nm}} — матрица, столбцы которой образует направляющие подпространство плоскости, {\displaystyle {\vec {t}}} — вектор переменных, {\displaystyle {\vec {d}}} — радиус-вектор одной из точек плоскости.

Указанное соотношение можно из матрично-векторного вида перевести в векторный:

{\displaystyle x={\vec {a_{1}}}t_{1}+\ldots +{\vec {a_{m}}}t_{m}+d,{\vec {a_{i}}}\in V} — векторное уравнение m-плоскости.

Вектора {\displaystyle {\vec {a_{i}}}} образуют направляющее подпространство. Две m-плоскости {\displaystyle \alpha ,\beta } называются параллельными, если их направляющие пространства совпадают и {\displaystyle \exists x\in \alpha :x\notin \beta }.
(n-1)-плоскость в n-мерном пространстве называется гиперплоскостью или просто плоскостью. Для гиперплоскости существует общее уравнение плоскости. Пусть {\displaystyle {\vec {n}}} — нормальный вектор плоскости, {\displaystyle {\vec {r}}=(x^{1},...,x^{n})} — вектор переменных, {\displaystyle {\vec {r_{0}}}} — радиус вектор точки, принадлежащей плоскости, тогда:

{\displaystyle ({\vec {r}}-{\vec {r_{0}}},{\vec {n}})=0} — общее уравнение плоскости. 

Имея матрицу направляющих векторов, уравнение можно записать так: {\displaystyle \det({\vec {r}}-{\vec {r_{0}}}|A_{n,n-1})=0}, или:

{\displaystyle {\begin{vmatrix}x^{1}-x_{0}^{1}&a_{1}^{1}&a_{2}^{1}&...&a_{n-1}^{1}\\x^{2}-x_{0}^{2}&a_{1}^{2}&a_{2}^{1}&...&a_{n-1}^{2}\\...&...&...&...\\x^{n}-x_{0}^{n}&a_{1}^{n}&a_{2}^{n}&...&a_{n-1}^{n}\end{vmatrix}}=0}.

Углом между плоскостями называется наименьший угол между их нормальными векторами.
Примером 1-плоскости в трёхмерном пространстве (n=3) служит прямая. Её векторное уравнение имеет вид: {\displaystyle \alpha =\{a_{x},a_{y},a_{z}\}t+\{b_{x},b_{y},b_{z}\}}. В случае n = 2 прямая является гиперплоскостью.
Гиперплоскость в трёхмерном пространстве соответствует привычному понятию плоскости.